# Дженин, Дженин
«Джени́н, Джени́н» (араб. جنين، جنين‎, ивр. ג'נין ג'נין‎) — фильм, снятый в 2002 году режиссёром Мохаммедом Бакри — израильским режиссёром арабского происхождения. Фильм позиционируется режиссёром Бакри как документальный.

## Операция Защитная стена. Бои в Дженине
29 марта 2002 года,
- после теракта в отеле «Парк» и волны терактов в предшествующие месяцы (только в марте 2002 года погибло 130 израильтян[1]),
- на фоне бездействия «Палестинской национальной администрации» (ПНА) в борьбе с террором против Израиля вопреки взятым ею на себя в рамках Соглашений в Осло 1993 года обязательств[2][3][4][5], правительство Израиля провело контртеррористическую операцию на «Западном берегу реки Иордан»[6][7][8][9][10].

Как и другие города на Западном берегу, Дженин был объявлен «закрытой военной зоной» и блокирован Армией обороны Израиля (АОИ) до окончания боевых действий с боевиками террористических организаций, превративших лагерь беженцев в заминированную ловушку для израильских войск.
Это способствовало распространению слухов, впоследствии оказавшихся недостоверными, о совершенной там «бойне», о мирных жителях, «заживо похороненных под руинами своих домов», активно распространяемых официальными лицами ПНА и подхваченных мировыми СМИ и международными правозащитными организациями. Представители ПНА называли цифры в сотни (сам Бакри в фильме говорил о 5 000 погибших, «главным образом, мирных жителей»:
- Уже 14 апреля 2002 года министр информации ПНА Ясир Абд Раббо в обращении к главам государств и парламентов стран мира, обвинил Израиль в массовых захоронениях 900 палестинцев, убитых в Дженине: «Половина убитых были женщины и дети. Целые семьи были уничтожены и сейчас израильские военные пытаются скрыть правду»[15].
- Газетa «Гардиан» в своей редакционной статье писала, что действия Израиля в Дженине «отвратительны в той же мере, что и террористический акт Осамы бин Ладена против США 11 сентября», а влиятельный обозреватель лондонской газеты «Ивнинг Стандард» А. Н. Уилсон (англ.) заявил, что «речь здесь идет о массовом убийстве и о попытке скрыть его, речь идет о геноциде». К этим обвинениям присоединились представители ООН и международные организации по правам человека[8].
- Вслед за официальными лицами (Саиб Арикат) и СМИ ПНА, на сей раз заявлявшими уже о «500 погибших»[16][17][18], CNN, европейские, и в частности, лондонские издания писали о «сотнях» погибших (на фоне заявлений Армии обороны Израиля о 45—50)[19][20]. В СМИ Европы было отмечено появление карикатур, сравнивающих Дженин с подавлением восстания евреев в Варшавском гетто[21].
- Правозащитная организация «Amnesty International» призвала «рассматривать действия Армии обороны Израиля в лагере палестинских беженцев Дженин такими же военными преступлениями, как и те, что были совершены в Косово»[22].

На основании данных в СМИ, ООН потребовала от Израиля допустить в Дженин специально созданную комиссию по расследованию, которая позже была отменена из-за возражений Израиля по её составу и последовавшего отказа Израиля дать комиссии разрешение на въезд. Отмена комиссии также произошла и вследствие появления реальных данных о количестве погибших с обеих сторон: 30 апреля представитель ПНА Муса Кадура официально признал, что количество погибших составило 56 человек, таким образом, «палестинцы фактически признали лживость обвинений в адрес Израиля.», Ш. Перес). При этом Кадура уже не повторял «ранее широко использованное обвинение в „резне“, а вместо этого, представлял (бои в Дженине) как „победу“ палестинцев в борьбе против АОИ».
В ходе боев в Дженине погибли 23 израильских солдата и 53 жителя Дженина, из них только от 5 (АОИ
) до 22 (HRW) были мирными жителями, остальные — боевиками.
По израильским данным, в Дженине было разрушено до 130 домов («в основном тех, из которых велась стрельба») из общего количества в более чем 4 000 зданий в целом в городе и 1100 — в лагере беженцев.

## Мнения о фильме

### Критика
Бакри участвовал в ненасильственной, по его словам, демонстрации на КПП во время операции в Дженине и был шокирован, когда «израильские солдаты стреляли в толпу, ранив стоящего за ним актёра из его группы». Как он позже рассказывал зрителям фильма, после этого инцидента он прокрался в Дженин с камерой и стал опрашивать его жителей о происшедшем. Так появился фильм «Дженин, Дженин», базирующийся на свидетельствах, утверждающих, что «бойня в Дженине» на самом деле произошла.
В фильме нет ведущего, он состоит из интервью с жителями Дженина, отредактированных его создателями, одному из которых, Ияду Самуди, Бакри посвятил фильм. По словам Бакри, Самуди был убит израильскими солдатами в Дженине 23 июня 2002 года, сразу после завершения работы над фильмом. По данным Армии обороны Израиля, Сауди был вооружённым боевиком группировки «Бригады мучеников аль-Аксы». После его смерти во дворе его дома были найдены 30 зарядов, приготовленные им для совершения терактов.
Согласно документам ШАБАКа и АОИ, среди тех, кого интервьюировал Бакри, и кто представлен в фильме как «невинные мирные жители», имеются:
- Акрам Абу Саба — сотрудник в «президентской» гвардии Арафата «Подразделение 17», участвовавшей в терроре против Израиля минимум с 1985 года[37][38][39][40][41]. После одного из терактов в его доме были организованы празднества[36].
- Набиль Дарвиш Сабихат — сотрудник «Превентивной службы ПНА», ветеран ФАТХ; в 1983 году был осужден за убийство мухтара деревни, в которой он проживал. Брат Сабихата — старший офицер в «Подразделении 17»[36].

Объясняя наличие в фильме сцены, в которой израильский танк якобы намеренно давит безоружных арабов, «Бакри признает, что в действительности это было не так, и что танк остановился, не доехав, — но искусство и существует для того, чтобы укрупнять и обобщать», что это был его «художественный выбор», а «проверять факты — задача полиции». В последующем Бакри «смягчил» эту сцену, вырезав из звукового ряда предложение «Он едет по ним…», сопровождающего изображение танка, предположительно давящего связанных палестинцев. Версии на разных языках существенно отличаются. В частности, указанное сопровождение сцены с танком отсутствовало в версии фильма, представленной в БАГАЦ, при том, что оно присутствовало в версии на английском языке, распространяемой в США. Согласно Jerusalem Post, продолжительность исходной версии фильма составляла 79 минут, позже он её сократил.
Майя Гельфанд — жена шахматиста Бориса Гельфанда, рассказывала, что во время учёбы в Тель-Авивском университете на факультете кино: «…на одной из лекций мы обсуждали нашумевший в то время фильм „Дженин, Дженин“. Среди слушателей сидел парень в форме ЦАХАЛа. И когда преподаватель взял явно обвинительный, прокурорский тон, он поднялся и сказал: „Вы просто не знаете, о чём говорите, вы никогда за пределы этого зала с кондиционером не выходили. А я там был, я знаю, что там происходило, и то, что вы сейчас говорите, меня оскорбляет“. К сожалению, этого солдата просто выгнали из аудитории, и на этом весь спор закончился… В тот момент меня это страшно поразило.»
Премьера фильма в Израиле состоялась в конце октября 2002 года в тель-авивской и иерусалимской синематеках. Однако первый показ фильма Бакри был проведен 5 сентября 2002 года в киноцентре в центре Рамаллы. Почетным гостем на этой премьере был министр информации ПНА Ясер Абед-Рабо, которому после показа Бакри выразил персональную благодарность.
В декабре 2004 года Йоав Ицхак, автор интернет-портала «Первоклассные новости» (англ.) обнаружил, что одним из спонсоров фильма был вышеупомянутый Ясер Абед-Рабо, заявлявший в апреле 2002 года о 900 погибших. В интервью журналисту портала Бакри подтвердил этот факт.

### Официальная позиция
После нескольких демонстраций фильма он был запрещен к публичному показу показу цензурным комитетом при министерстве науки, культуры и спорта по причине лживости, и, следовательно, возможности оскорбления чувств зрителей. В ответ Бакри опротестовал показ документального фильма «Дорога в Дженин» французского режиссёра Пьера Рехова, созданного в ответ на фильм Бакри. Суд отклонил его протест, постановив, что для запрета фильма Рехова нет юридических оснований. При этом в синематеках Тель-Авива, Иерусалима и других городах показ фильма Бакри продолжался, несмотря на запрет.
Бакри опротестовал решение о запрете в Верховном суде (БАГАЦ), который отменил предыдущее решение. По словам судьи БАГАЦ Дальи Дорнер «Тот факт, что фильм является лживым, недостаточен для оправдания его запрета», и сам зритель должен оценивать то, что ему показывают. Это же решение было оставлено в силе и в августе 2004 года БАГАЦ после ряда протестов, несмотря на то, что сам БАГАЦ описал фильм Бакри как «лживую пропаганду».
Министр обороны Израиля Шауль Мофаз, бывший начальником Генерального штаба АОИ во время проведения операции «Защитная стена», заявил 18 июля 2003 года, что целью фильма Бакри «является попытка нанести ущерб Армии Обороны Израиля и государству Израиль в целом и снизить нашу способность противостоять террору».
Зеэв Бойм, замминистра обороны, заявил в 2003 году на пленарном заседании Кнессета:
- «… Это — тот (самый) Бакри, который пользуется правами гражданина здесь, а он, его семья и его родственники связаны с актами терроризма … Вместо того, чтобы осудить, он их поддерживает»[36].

(Члены клана Бакри были среди организаторов теракта в автобусе на перекрестке Мерон 4 августа 2002 года, в котором погибли 9 израильтян и около 50 были ранены. Его родственницу, Ясер Бакри, террорист предупредил перед взрывом, чтобы она успела выйти. В полицию о предстоящем теракте она не сообщила.
Сам Бакри в интервью тележурналисту Коби Мейдану сказал, что «он понимает своих двоюродных братьев, организовавших тот теракт. […] жаль, что при этом погибли невинные люди, но и братьев своих он понимает, — ведь они видели, что происходило в Дженине».
Позже в обращении в БАГАЦ Бакри писал, что после того, как стало известно о причастности его семьи к теракту, в газетах Маарив и Едиот ахронот появились заголовки «Семья убийц», «Сообщник смерти». По его словам, он защищал своих родственников потому, что «не мог поверить в их причастность к теракту», но после того, как он в этом убедился, он «осудил это преступление».
Начальник Генштаба ЦАХАЛа Авив Кохави в июле 2020 года в своём официальном выступлении на церемонии завершения офицерских курсов прямо назвал фильм «Дженин, Дженин» лживым, а его режиссёра — фальсификатором.
26 Октября 2020 года Комитет по иностранным делам и обороне Кнессета единогласно принял решение о запрете на показ и распространение в Израиле фильма «Дженин Дженин», как лживого и порочащего ЦАХАЛ и её бойцов.

### Дела о клевете
В январе 2005 года 5 солдат-резервистов, участвовавших в боях в Дженине, предъявили М. Бакри иск о клевете, утверждая, что его фильм порочит их доброе имя. Суд отклонил их иск на том основании, что, хотя фильм Бакри фактически является клеветой в адрес израильских солдат, сами резервисты персонально в нём не упомянуты и не могут выступать в качестве истцов. В июле 2011 года Верховный суд Израиля отверг иск военнослужащих. Отметив, что фильм полон измышлений, не имеющих отношения к реальности, суд счёл невозможным установить, что речь в нём идёт именно о солдатах, подавших иск, и не нашёл в израильских законах оснований для его удовлетворения.
В 2016 году подполковник ЦАХАЛа Нисим Магнаджи, который участвовал в операции в Дженине, подал гражданский иск к режиссёру фильма, обвинив его в клевете и требуя выплатить участникам операции компенсацию. Иск поддержала государственная прокуратура с санкции юридического советника правительства. В январе 2021 года окружной суд Лода удовлетворил иск — выпустил судебный запрет на показ в Израиле фильма «Дженин, Дженин», распорядился изъять из обращения все копии фильма, обязал выплатить истцу денежную компенсацию и оплатить его судебные расходы.

### Общественная критика
Доктор Давид Занген, бывший старшим офицером медицинской службы АОИ во время операции в Дженине, начальник отделения детской эндокринологии в больнице Хадасса в Иерусалиме, выступил с публичным заявлением, названным «Семикратная ложь о Дженине», в котором описывает свои впечатление о своей попытке представить 2-е мнение на премьерном показе фильма Бакри в иерусалимской синематеке, в которой ему было отказано. Он обвинил Бакри в грубой манипуляции фактами в его фильме и выразил своё изумление реакцией собравшейся в синематеке публики, не пожелавшей выслушать свидетельства реального участника событий.
В некоторых версиях фильма Бакри, отличающихся от исходной, ряд моментов, упомянутых Д. Зангеном, Бакри удалил.
В 2003 году показ фильма «Дженин, Дженин» в кинотеатре одного из городов Франции был отменен после того, как организаторы показа отказались продемонстрировать его параллельно с фильмом П. Рехова «Дорога в Дженин», как это предлагал городской совет.

### Мнение защитников фильма
Комитет в защиту Бакри считает, что «важность данного случая выходит за рамки Бакри, как индивидуального лица» и равнозначна подавлению «палестинского самовыражения. На обвинения в необъективности и преувеличении жестокости действий АОИ в фильме, Бакри отвечает, что он „видел сотни фильмов, отрицающих и игнорирующих то, что произошло с палестинцами, но не пытался их запретить“».

## Награды, признание
Фильм был признан лучшим документальным[уточнить] фильмом на международном фестивале в Тунисе (англ.), и получил «International Prize for Mediterranean Documentary Filmmaking & Reporting».